# A Glitch in the Matrix
A Glitch in the Matrix es un documental estadounidense de 2021, dirigido por Rodney Ascher. La película tuvo su estreno mundial en el Festival de Cine de Sundance el 31 de enero de 2021 y fue estrenada en cines y en plataformas digitales el 5 de febrero de 2021 por Magnolia Pictures con críticas generalmente positivas.

## Argumento
Planteada como un relato mitad ciencia ficción y mitad historia de terror, A Glitch in the Matrix es una exploración multimedia de la Hipótesis de simulación, en donde Rodney Ascher se pregunta: ¿estamos viviendo en una simulación? Y busca la respuesta con testimonios, evidencias filosóficas y explicaciones científicas.

## Reparto
- Nick Bostrom
- Joshua Cooke
- Erik Davis
- Paul Gude
- Emily Pothast
- Chris Ware
- Jeremy Felts
- Alex LeVine
- Brother Læo Mystwood
- Jesse Orion

## Producción
La película se anunció por primera vez el 4 de febrero de 2019 como parte del European Film Market, con Quiver Entertainment, entonces conocido como Kew Media Distribution, manejando las ventas internacionales. El 15 de diciembre de 2020, la película fue seleccionada como parte del cartel del Festival de Cine de Sundance de 2021. Al día siguiente, Magnolia Pictures adquirió los derechos mundiales de la película. Junto al anuncio, se lanzó un primer trailer.

## Lanzamiento
La película tuvo su estreno mundial el 31 de enero de 2021 en el Festival de Cine de Sundance como parte de la sección Midnight. Luego, la película recibió un lanzamiento limitado para cines el 5 de febrero de 2021, así como un lanzamiento digital a través de vídeo bajo demanda premium.
En su primer fin de semana, la película recaudó $3,000 USD en los Estados Unidos.

## Recepción de la crítica
En el agregador de reseñas Rotten Tomatoes, la película tuvo una calificación de 71%, y el consenso crítico del sitio dice: "Aunque en ocasiones confusa, A Glitch in the Matrix es un retrato que invita a la reflexión de la cultura digital y su relación con la realidad". La película tiene una puntuación media de 6,4 sobre 10 basada en 87 críticas. En Metacritic, la película tiene una puntuación de 64 sobre 100 basada en 20 críticas.
Wendy Ide de Screen International calificó el documental como "fascinante, que expande la mente, exasperante, desconcertante" y "tremendamente ambicioso" en una revisión positiva. John DeFore, de The Hollywood Reporter, escribió que "aunque deja algunas avenidas sin explorar y presta demasiada atención al hito de ciencia ficción marcado en su título, la película ofrece una visualización fascinante, a veces inquietante", en otra revisión mayoritariamente positiva. Leslie Felperin de The Guardian le dio a la película 3/5 estrellas, afirmando que "lo que falta en este brebaje fecundo, que podría imaginarse que es el doble, es cualquier tipo de juicio o análisis de los sujetos". Los Angeles Times escribió que "si bien el documental puede ser demasiado largo, es consistentemente fascinante debido a sus implicaciones", en una reseña mixta.